# Pieter De Crem
Pour les articles homonymes, voir De Crem.
 (janvier 2024).
 (janvier 2024).
Pieter Frans Norbert Jozef Raymond De Crem est un homme politique belge néerlandophone, membre de Christen-Democratisch en Vlaams, né à Aalter le 22 juillet 1962.
Il devient ministre de la Défense le 21 décembre 2007 au sein du gouvernement fédéral. Il participe aux gouvernements suivants toujours dans la même fonction. Le 5 mars 2013, il est en outre été nommé vice-Premier ministre au sein du gouvernement Di Rupo. Du 11 octobre 2014 au 9 décembre 2018, il est secrétaire d'État au Commerce extérieur, puis depuis cette dernière date ministre de la Sécurité et de l'Intérieur au sein du gouvernement Michel.
Il est également membre de la Chambre des représentants depuis 1995 et bourgmestre empêché d'Aalter depuis 1994.

## Biographie

### Études
Pieter De Crem fait ses humanités au collège Saint-Jean-Berchmans de Bruxelles. Ensuite il obtient une licence en philologie romane à la KU Leuven et une licence en droit international et européen à la Vrije Universiteit Brussel. À Louvain, il est membre du Zuid-Oost-Vlaamse Club. De Crem est également alumnus de la Harvard Business School.
La langue maternelle de Pieter De Crem est le néerlandais. Il maîtrise le français, l’anglais, l’allemand, l’espagnol, l’italien et le portugais. Il possède également une connaissance élémentaire du russe.[réf. nécessaire]

### Politique locale
Lorsque Jan De Crem - le père de Pieter De Crem - abandonne après plus de trente ans le maïorat d'Aalter, Pieter De Crem devient à son tour bourgmestre. En 1994, il est élu pour la première fois à cette position en obtenant une majorité confortable[réf. nécessaire]. Lors des élections de 2000 et de 2006, son maïorat est renouvelé.
Afin de tenter de briser la majorité démocrate-chrétienne, tous les partis d'opposition unissent leurs forces en créant une liste unique lors des élections communales de 2006. L'opposition est menée par l'ancien ministre Jef Tavernier (Groen) et la lutte électorale est à certains moments rude. Pieter De Crem l'emporte et sa majorité est renforcée en obtenant les deux tiers des voix.
Lors des élections communales du 14 octobre 2018, De Crem réussit à maintenir sa majorité et obtient 5 056 votes préférentiels.
De Crem joue un rôle important lors de la fusion de la commune d’Aalter avec sa commune voisine Knesselare. Les deux conseils communaux approuvent la fusion, qui est achevée le 1er janvier 2019. La nouvelle commune conserve le nom de Aalter et compte un peu moins de 30 000 habitants.
En mars 2025, la VRT et De Morgen publient un article dont il ressort que la commune d'Aalter, dont Pieter De Crem est bourgmestre, fait intentionnellement traîner pendant de très longs mois les demandes de domiciliation émanant de citoyens dont le nom a une consonance non belge,.

### Politique fédérale
Pieter De Crem a débuté en politique en 1989 lorsqu'il devient président des jeunes CVP de la section de l'arrondissement Gand-Eeklo, fonction qu'il exerce jusqu'à ce qu'il soit nommé bourgmestre pour la première fois.
Il est remarqué au milieu des années 1980 par l'ancien Premier ministre Wilfried Martens et par l'ancien ministre de Défense Leo Delcroix. Au sein des cabinets de ces deux ministres, il est initié à la vie politique comme attaché de Cabinet. Le 21 mai 1995, il est élu pour la première fois député de l'arrondissement Gand-Eeklo.
Malgré la défaite électorale du 13 juin 1999 du CVP, conséquence de la crise de la dioxine, Pieter De Crem est réélu.
Avec le CD&V (le nouveau nom du CVP depuis 2001), il poursuit son ascension et est réélu le 18 mai 2003 au niveau de la province de Flandre-Orientale, et ceci à la suite de la réorganisation des arrondissements électoraux.
Il devient chef du groupe parlementaire CD&V à la Chambre.
Au sein du CD&V, Pieter De Crem appartient à la tendance libérale du parti, l'aile droite. À la Chambre, il est considéré comme l'unique chef de l'opposition flamande, à la suite du cordon sanitaire autour du parti d'extrême droite Vlaams Belang. Le cdh, les démocrates-chrétiens francophones, menés par Melchior Wathelet, l'a soutenu dans sa politique.
Au niveau international, Pieter De Crem est un des représentants belges au sein de l'Organisation pour la sécurité et la coopération en Europe (OSCE).

## Ministre de la Défense

### Gouvernement intérimaire Verhofstadt III (21 décembre 2007 – 20 mars 2008)
Les faits marquants de Pieter De Crem durant cette période sont :
- la révision du contrat d’achat des AIV’s 90 mm commandités par son prédécesseur André Flahaut.
- la suspicion de la présence d’armes nucléaires à la base aérienne de Kleine-Brogel.

### Gouvernement Leterme1er(20 mars 2008 – 30 décembre 2008)
Les faits marquants de Pieter De Crem durant cette période sont :
- une augmentation importante du nombre de militaires dans les opérations internationales pour atteindre le chiffre de 1 200 de manière permanente et sur base annuelle.
- un retour marquant de la politique belge et en particulier de la Défense belge au sein des institutions internationales (OTAN, EU et ONU) en tant que partenaire fiable et loyal.
- la publication de sa note de politique d’orientation dans laquelle il décrit, notamment, les ambitions qualitatives et quantitatives de la future armée belge et dans laquelle aussi il annonça la future transformation à entreprendre pour atteindre les objectifs fixés.
- le 1er septembre, il salua l’arrivée des premiers F-16 belges à la base aérienne de Kandahar en Afghanistan.
- début septembre, la frégate Léopold Ier intègre la Force internationale maritime de l’UNIFIL au large du Liban.
- l’annonce de la prolongation de notre participation à l’opération BELUFIL au Liban.
- l’annonce de l’envoi d’instructeurs OLMT pour former et encadrer l’armée afghane (ANA) et la police afghane (ANP).

### Gouvernement Van Rompuy (30 décembre 2008 –1erjanvier 2010)
Les faits marquants de Pieter De Crem durant cette période sont :
- début avril, l'OMLT belge devient opérationnelle à Kunduz (Afghanistan) ;
- début septembre, la frégate Louise-Marie intègre la flotte européenne déployée au large de la Somalie dans le cadre de l’opération ATALANTE et de la lutte contre la piraterie ;
- le 21 octobre, le gouvernement belge approuve et autorise l'exécution des propositions des mesures de la Transformation des Forces armées : fermetures de 23 casernes, le nombre de militaires en service actif passera à 34 000 en 2012 et les unités seront restructurées et regroupées à des fins opérationnelles.

### Gouvernement Leterme II (1erjanvier 2010 - 6 décembre 2011)
Les faits marquants de Pieter De Crem durant cette période sont :
- fin avril 2010, la chute du gouvernement et le début des « Affaires courantes » ont ralenti les affaires de l’État et par conséquent de la Défense également.
- organisation du sommet informel européen des ministres de la Défense de l’Union européenne à Gand durant la Présidence belge à l’Europe et adoption du « Cadre de Gand », ce qui signifie que le concept « Pooling and Sharing va devenir une réalité dans les défenses européennes dans les prochaines années.
- le 1er septembre, inauguration de l’EATC (European Air Transport Command) à Eindhoven aux Pays-Bas
- début octobre, la frégate Louise-Marie intègre pour la seconde fois la flotte européenne déployée au large de la Somalie dans le cadre de l’opération ATALANTE et de la lutte contre la piraterie.
- début novembre débute l’expédition « BUTA 64 ». À la demande des familles des disparus, une expédition est montée au cœur de la forêt équatoriale congolaise pour rechercher les traces d’un hélicoptère qui s’est écrasé en 1964 avec trois membres d’équipage et aussi d’élucider le mystère de sa disparation.
- le ministre fut cité par les révélations de Wikileaks où on lui reprochait d’être trop proche politiquement des Américains.
- en mars 2011, l’ONU votait les Résolutions 1970 et 1973 permettant des actions militaires contre le régime du Colonel Kadhafi. Sur proposition du gouvernement et soutenu à l’unanimité par la Parlement, 6 F-16 et un navire chasseur de mines prenaient part aux opérations en Libye.

### Gouvernement Di Rupo I (6 décembre 2011 - 11 octobre 2014)
Les faits marquants de Pieter De Crem durant cette période sont :
- Sous Pieter De Crem, les effectifs de l’armée belge ont été réduits sous le seuil des 34 000 personnes, un an plus tôt que prévu. La déclaration gouvernementale du gouvernement Di Rupo prévoit une armée de 32 000 personnes (30 000 militaires et 2 000 civils) à l’horizon 2015. En 2007, la Défense comptait encore 42 000 personnes.
- Le mercredi 18 avril 2012, le Ministre belge de la Défense, Pieter De Crem, et ses homologues néerlandais et luxembourgeois, Hans Hillen et Jean-Marie Halsdorf, ont signé une déclaration d’intention de coopération en matière de défense. Cette déclaration ouvre la porte à une plus grande intégration des trois armées, ainsi qu’à une éventuelle participation conjointe à des opérations militaires sous bannière de l’OTAN ou de l’Union européenne[3].
- Le 11 mai 2012, le Ministre de la Défense, Pieter De Crem, a reçu le fiat du Conseil des Ministres pour son plan d’investissement Défense. Coût total : 242 millions d’euros. Avec ce plan, la Belgique veut répondre à la question récurrente de l’OTAN au sujet du renouvellement de son matériel militaire[4].
- Les 20 et 21 mai 2012, le Ministre De Crem, accompagné par le Ministre des Affaires Étrangères Didier Reynders et le Premier belge Elio Di Rupo, a participé au sommet de l’OTAN à Chicago, États-Unis. Au cœur du sommet était le rôle de l’OTAN dans la Force internationale d'assistance et de sécurité (FIAS) en Afghanistan. Au sommet, il a été décidé que les 130 000 militaires internationale, 600 militaires belges inclus, qui y sont déployés, devront quitter le pays avant la fin de 2014. Après, l’OTAN continuera à entrainer, conseiller et soutenir les forces de sécurité afghanes[5]. Le gouvernement belge a décidé de contribuer pour 12 millions d’euros maximum à la reconstruction de l’Afghanistan après 2014, notamment via les forces de sécurité afghanes[6].
- Le 11 juillet 2012, le Ministre de la Défense, Pieter De Crem, annonce qu’il proposera au Conseil des Ministres du vendredi 13 juillet la nomination du Lieutenant-général aviateur Gerard Van Caelenberge en qualité de Chef de la Défense. Lieutenant-général Van Caelenberge sera nommé pour une période de quatre ans et sera donc officiellement le successeur du Général Charles-Henri Delcour qui avait remis sa démission en mars dernier[7].
- Au cours des négociations budgétaires pour 2013, le gouvernement Di Rupo I a décidé de demander à la Défense de faire un effort de 100 millions d’euros pour 2013. Bien qu’il s’agisse d’une somme considérable, les conséquences pour le Département resteraient relativement limitées : le personnel et l’opérationnalité, ainsi que la disponibilité des Forces armées ou la poursuite de l’exécution du plan de la « finalisation de la transformation », un plan qui entretemps est presque entièrement réalisé, ne sont en rien compromis. Les économies se feront principalement dans le domaine des investissements, mais sans toucher aux projets d’investissements importants. Les investissements pour 2012, pour un montant total de 242 millions d’euros, se feront comme prévu. La mise en œuvre de l’accord gouvernemental, tel qu’il a été fixé en décembre 2011, reste donc la référence pour cette législature[8].
- Le 21 décembre 2012, le premier d’un total de huit hélicoptères NH90 a été livré à la Défense belge, dans le cadre de la mise en œuvre des investissements. Le Ministre Pieter De Crem a officiellement réceptionné l’appareil sur le site de production d’Eurocopter à Marignane (France). Quatre des huit appareils sont du type TTH ou Tactical Transport Helicopter et serviront principalement pour le transport tactique de troupes. Les quatre autres sont du type NHF ou NATO Frigate Helicopter. Deux d’entre eux  seront mis en œuvre à bord des M-frégates de la Marine et les deux autres reprendront la mission de recherche et sauvetage des actuels Seaking[9].
- Le 8 janvier 2013, le Ministre Pieter De Crem a été décoré de la Grand-Croix de l’Ordre du Mérite de la République fédérale d'Allemagne. Cette importante décoration allemande lui a été octroyée par le président allemand Joachim Gauck, en particulier en raison de ses efforts visant à accroître la coopération entre les forces armées des deux pays. La décoration lui a été remise par l’ambassadeur allemand en Belgique, Eckart Cuntz[10].
- Le 15 janvier 2013, sur proposition du Ministre de la Défense Pieter De Crem, le Conseil ministériel restreint a donné son aval à une participation à l’opération Serval que mène la France au Mali pour contrer l’avancée des mouvements fondamentalistes islamistes. La Défense belge déploiera un détachement composé d’environ 75 militaires, deux avions de transport C-130 et deux hélicoptères Agusta A.109 médicalisés[11].
- Le gouvernement belge a décidé lors du Conseil des Ministres restreint du 18 février 2013 de participer à la Mission de formation de l'Union européenne au Mali (EUTM). Le Conseil restreint a d’abord évalué positivement la participation belge à l’opération Serval. Ensuite, il a décidé du retrait des C-130 à la fin de février. En outre, il a marqué son accord à une contribution belge à l’opération EUTM. Ainsi, la mission des hélicoptères A109 en configuration médicalisée sera prolongée au profit de l’EUTM. Le Conseil des Ministres restreint accepte également une contribution additionnelle à une force de protection destinée au camp de formation ou à l’État-major, à condition que celle-ci soit proportionnelle aux efforts fournis par les autres partenaires européens[12].
- Le 5 mars 2013, Monsieur Pieter De Crem, Ministre de la Défense nationale, a en outre été nommé Vice-Premier Ministre au sein du gouvernement fédéral.
- Le mercredi 13 mars 2013, le Conseil des Ministres restreint a approuvé la proposition du Vice-Premier Ministre et Ministre de la Défense Pieter De Crem d’envoyer 50 militaires belges au Mali, pour assurer la protection de la mission européenne (EUTM) de formation au profit de l’armée malienne. Au total, 150 soldats européens garantiront la sécurité de cette mission[13].
- Le mercredi 17 avril 2013, le Vice-Premier Ministre et Ministre de la Défense Pieter De Crem représente le Gouvernement fédéral belge aux obsèques de la Baronne Margaret Thatcher, ancien Premier ministre du Royaume-Uni.
- Fin avril 2013, le Ministre De Crem a inauguré officiellement le nouveau poste d’Attaché militaire à l’Ambassade belge en Allemagne, poursuivant ainsi sa politique de réorientation des postes d’attachés militaires. Auparavant, il avait déjà ouvert un nouveau poste d’Attaché de défense au Brésil.
- Le 14 mai 2013, le Ministre De Crem et le Ministre luxembourgeois de la Défense, Jean-Marie Halsdorf, ont signé un arrangement technique qui renforcera la coopération entre les forces armées des deux pays dans le domaine de transport aérien militaire. Les deux pays ont opté pour l’acquisition du nouvel Airbus A400M.
- Lors d’une conférence à l’Institut Royal Supérieur de Défense, le 12 juin 2013, le Ministre De Crem a plaidé pour le prolongement de la présence militaire belge en Afghanistan, même après la fin de la mission FIAS en 2014. Ceci en s’inscrivant dans la logique de l’opération d’assistance et d’entraînement qui remplacera la mission actuelle sous bannière de l’OTAN. Selon De Crem, il s’agit « d’une nécessité si nous voulons nous assurer que nos efforts n’ont pas été en vain »[14].
- Sur proposition de Pieter De Crem, le  Conseil des Ministres du 20 juin 2013 a autorisé une extension de la participation belge à la mission EUTM, avec un envoi de 70 militaires pour une mission de force de protection dans le camp d’instruction Koulikoro. Les militaires belges seront engagés pour la défense des infrastructures, des instructeurs et du personnel de la mission EUTM. Ils seront également chargés de protéger les convois entre Koulikoro et Bamako et de participer à une force d’intervention rapide qui devrait intervenir en cas d’incident. La Belgique alternera le commandement de la force de protection avec l’Espagne. Les hélicoptères A109 qui sont déjà sur place dans le cadre de cette mission, reviendront au plus tard le 31 juillet 2013[15]. Le premier détachement d’une cinquantaine de militaires est parti pour le Mali le 10 juillet 2013, à partir de l’aéroport militaire de Melsbroek, où ils étaient salués par le Ministre De Crem.
- Après la Chambre le 17 juillet dernier, le Sénat a approuvé ce jeudi 18 juillet 2013, sur proposition du Ministre De Crem, deux projets de loi modifiant diverses dispositions relatives aux statuts des militaires. Ces modifications, les plus importantes depuis 2007, visent à moderniser la Défense dans les domaines de la structure du personnel, du management du personnel, de l’aptitude militaire, du recrutement interne et de la transition d’un statut militaire vers un statut civil.
- À la suite de la décision des Pays-Bas d’acheter 37 nouveaux avions de chasse F-35 Joint Strike Fighter (JSF) de l’entreprise américaine Lockheed Martin, le Ministre De Crem a déclaré que la Belgique doit lui aussi bientôt choisir un successeur pour le F-16. Une décision sur la prochaine génération doit en effet être prise rapidement, car il se passe beaucoup de temps entre une décision politique et la fourniture du matériel[16].
- Les 1 et 2 octobre 2013, le Ministre De Crem a visité les militaires belges actuellement déployés au Mali dans le cadre de la mission européenne d’entraînement EUTM Mali. Ensuite, le Ministre a également rencontré les commandants de la mission EUTM et le commandant de l’opération française SERVAL et a eu des entretiens avec les autorités maliennes et des représentants des Nations unies et de l’Union africaine[17].
- Lors d’une conférence à l’Institut Royal Supérieur de Défense le 11 décembre 2013, le Ministre De Crem a pour la première fois clairement plaidé en faveur de l’acquisition d’un nouvel avion de chasse pour succéder aux F-16 vieillissants de la composante aérienne belge. Selon lui, la Défense belge a besoin d'une quarantaine d'appareils pour ses missions. En outre, le Ministre a lancé l’idée la proposition de faire de la région du Benelux une circonscription commune pour les élections européennes de 2019. Cela donnerait au Benelux le même poids au sein du Parlement européen que l’Espagne ou la Pologne[17].
- Le vendredi 13 décembre, le Comité ministériel restreint a approuvé la proposition du Ministre De Crem de déployer deux avions militaires en soutien de l’opération militaire française en République centrafricaine. Un Airbus A330 sera responsable du transport de troupes et d’équipement entre la France et Libreville au Gabon. À Libreville, un C-130 sera stationné pour le transport aérien tactique. Il transportera des troupes françaises et africaines ainsi que leur matériel vers la République centrafricaine, venant de différents pays voisins du RCA. Le même jour, le Conseil des Ministres a également approuvé l’engagement opérationnel de la Défense pour 2014. Les missions en cours en Afghanistan et au Liban sont maintenues. La mission au Mali continue jusqu’au mois de mai. Au cours du deuxième semestre, une frégate belge participera à nouveau à la mission ATALANTE. Durant la même période, la Défense belge prendra le commandement d’un European Union Battle Group. Quelque 1,800 militaires belges seront impliqués.
- Le jeudi 6 février 2014, le Ministre De Crem a prononcé un discours lors d’une réunion des forces de réserve militaires au siège de l’OTAN à Bruxelles dans lequel il a entre autres souligné la nécessité de renforcer le lien transatlantique avec une répartition équilibrée des responsabilités entre l’Union européenne et les États-Unis[18].
- De Crem fut souvent mentionné comme prochain secrétaire-général de l’OTAN. Un déplacement soi-disant secret vers Washington fin 2013 fortement commentarié, alimenta ces spéculations et des sources diplomatiques bien informées le positionnaient en pole-position. Le Conseil de l'Atlantique Nord soutenait cependant au 28 mars 2014 Jens Stoltenberg (ancien Premier Ministre socialiste norvégien). Outre le fait que la Norvège ne soit pas membre de l'UE, cette évolution surprenante fut considérée comme une sorte de règlement de comptes de la part de la chancelière allemande Angela Merkel envers les États-Unis dans le dossier des écoutes secrètes de la NSA mais également voulant réduire considérablement les ambitions européennes de l'Allemand Martin Schulz (SPD).
- Contrairement aux attentes, le CD&V avec sa tête de liste Pieter De Crem améliore son score en Flandre Orientale lors des élections fédérales du 25 mai 2014. Cela se traduit en un siège supplémentaire pour le parti à la Chambre des Représentants[19].
- Ce 2 juin 2014, Pieter De Crem et son homologue, le Ministre néerlandais de la Défense Jeanine Hennis-Plasschaert, ont rendu visite à l’École royale militaire à Bruxelles et au Centre d’Entraînement des Parachutistes à Schaffen. De la mi-2015, les formations des parachutistes des deux pays seront entièrement intégrées au sein de cette école de parachutisme commune. Ce projet cadre dans la quête permanente des deux pays de renforcer la coopération entre les pays alliés dans le domaine de la défense.
- À la suite d'une demande officielle des États-Unis à la Belgique, le gouvernement fédéral et la Chambre des Représentants ont, sur proposition du Ministre De Crem, donné leur feu vert pour une participation belge à la coalition internationale contre l’organisation terroriste État islamique. La Défense belge déploiera un détachement composé de quelque 120 militaires et de six chasseurs F-16 qui opérera à partir de Jordanie. Ce dernier fait également partie de la coalition internationale militaire[20].

### Gouvernement Michel (11 octobre 2014 - 27 octobre 2019)
Dans le premier gouvernement Michel, Pieter De Crem accède aux fonctions de secrétaire d'État au Commerce Extérieur  sous la tutelle du vice-Premier ministre Kris Peeters. Plusieurs opposants attaquent cette nomination arguant que le commerce extérieur est une compétence régionale. Le gouvernement veut lui appuyer la dynamique de commerce à l'exportation au niveau fédéral en pratiquant le « business-to-government » ou faire du commerce entre représentant d’État.
En 2017, Pieter De Crem juge que « les mesures du gouvernement ont un grand impact sur l’amélioration de la compétitivité des entreprises » notamment au travers du dispositif du Tax shift qui a fait baisser les cotisations patronales. Depuis 2017, il est également l’Envoyé spécial du Gouvernement fédéral pour le projet de recherche MYRRHA du Centre d'étude de l'énergie nucléaire.
Cette fonction de secrétaire d'État sera supprimée le 9 décembre 2018 dans le Gouvernement Michel II et la mission intégrée au portefeuille du Ministre de l'Emploi, de l'Économie et des Consommateurs. Pieter De Crem est lui nommé ministre de la Sécurité et de l'Intérieur à la tête du Service public fédéral Intérieur à la suite de la démission des membres de la Nieuw-Vlaamse Alliantie (N-VA).

## Initiatives parlementaires

### Approbation des coûts des promesses électorales par la Cour des Comptes
Pieter De Crem, en tant que membre de l’opposition, avait déposé le 9 septembre 1999 un projet de loi obligeant les partis politiques à présenter à la Cour des Comptes l’impact financier du programme de campagne électorale proposé aux électeurs pour son recalcul. Après discussions devant la Chambre, la coalition arc-en-ciel du gouvernement de l’époque rejeta le projet. En 2003, Pieter De Crem redéposa un projet semblable. Celui-ci fut ignoré. Cette idée est revenue à l’ordre du jour lorsque deux professeurs issus respectivement de l’Université Libre de Bruxelles (VUB) et de l’Université Catholique de Louvain (KUL) ont critiqué durant la campagne électorale pour le scrutin régional les promesses extravagantes de différents partis.

### Bruxelles-Hal-Vilvorde
Depuis toujours, l'arrondissement électoral Bruxelles-Hal-Vilvorde constitue une source de problèmes communautaires en Belgique. Comme les dispositions en vigueur seraient contraire à la Constitution, les partis flamands ont formé un front aspirant à la scission immédiate de l'arrondissement électoral existant pour en former trois nouveaux. À cette fin, Pieter De Crem a déposé avec Rik Daems (VLD), Dirk Van der Maelen (socialistische Partij Anders), Patrick De Groote (N-VA) et Koen T'Sijen (spirit) une proposition de loi le 13 octobre 2004. Les partis francophones ont naturellement demandé des contreparties à cette scission et indiqué qu'ils pourraient utiliser la procédure dite de sonnette d'alarme. Comme ceci aurait mené à une crise au sein du gouvernement fédéral, les partis flamands de la majorité (VLD, sp.a et spirit) ont brisé le front flamand et le processus parlementaire a été stoppé. À la suite de cela, Pieter De Crem a consulté le Conseil d'État pour avis : il a déclaré que les dispositions en vigueur étaient anticonstitutionnelles. Sur base de cet avis, Pieter De Crem a déposé le 26 mai 2005 une nouvelle proposition de loi avec Dirk Claes, Simonne Creyf, Patrick De Groote, Carl Devlies, Katrien Schryvers, Herman Van Rompuy, Mark Verhaegen et Servais Verherstraeten. La proposition de loi n'a pas été adoptée mais la Cour d'arbitrage a affirmé qu'une solution devait être trouvée au plus tard le 18 mai 2007.

### Déclarations du président iranien
Le 26 octobre 2005, le président iranien Mahmoud Ahmadinejad a tenu un discours où il déclarait qu'« Israël doit être rayé de la carte ». Cette déclaration de Mahmoud Ahmadinejad a été suivie le 14 décembre 2005 par l'affirmation que l'holocauste n'était qu'un mythe et Israël une tumeur à supprimer. En réaction à la première déclaration, le groupe parlementaire CD&V a soumis le 29 novembre par la voix de Pieter De Crem une résolution condamnant avec vigueur les propos du président iranien. Après examen au sein de la commission parlementaire concernée, la Chambre a adopté à l'unanimité le 27 avril 2006 la résolution condamnant les propos de Mahmoud Ahmadinejad.

## Distinctions
- Grand officier de l'ordre de Léopold (2019)[27].
- Grand-croix de l'ordre de Dannebrog (2017)[28].
- Grand-croix, 1re classe de l'ordre du Mérite[29].
- Chevalier grand-croix de l'ordre du Lion d'or de la maison de Nassau.

## Sources
- (nl) Cet article est partiellement ou en totalité issu de l’article de Wikipédia en néerlandais intitulé « Pieter De Crem » (voir la liste des auteurs).